# Nathalie Oguielou
Nathalie Oguielou es una deportista marfileña que compitió en judo. Ganó una medalla de bronce en el Campeonato Africano de Judo de 2001 en la categoría de +78 kg.

## Palmarés internacional
| Campeonato Africano | Campeonato Africano | Campeonato Africano | Campeonato Africano |
| Año                 | Lugar               | Medalla             | Categoría           |
| ------------------- | ------------------- | ------------------- | ------------------- |
| 2001                | Trípoli (Libia)     | Medalla de bronce   | +78 kg              |